# Baya Medhaffar
Baya Medhaffar, née le 14 avril 1995, est une réalisatrice, actrice et chanteuse tunisienne.

## Biographie

### Études
Baya Medhaffar est la fille d'une artiste tunisienne. En 2010, elle entre dans un lycée pilote, une opportunité donnée aux meilleurs élèves au brevet, puis au lycée français. De 2014 à 2016, elle fait deux années d'études universitaires en licence en cinéma à l'université Paris-VIII.

### Carrière au cinéma
En 2014, elle tient le rôle principal du film À peine j'ouvre les yeux de Leyla Bouzid, film engagé sur la défense des libertés en Tunisie sous le régime dictatorial de Zine el-Abidine Ben Ali peu de temps avant le Printemps arabe, dans lequel elle incarne une jeune chanteuse de rock rebelle. Lors du tournage en septembre 2014, elle passait son baccalauréat. Elle est aussitôt nommée et primée pour ce premier rôle dans un long métrage.

### Carrière de musicienne
Elle apprend la guitare et le chant à l'École de musique Django-Reinhardt. Elle fait également l'apprentissage du oud à l'École de musique de Zyriab,. Dans son premier film, elle interprète elle-même les chansons du groupe de musique arabo-rock.

## Filmographie

### Réalisatrice
- 2021 : Festina Lente[5],[6],[7],[8]

### Actrice
- 2015 : À peine j'ouvre les yeux de Leyla Bouzid : Farah
- 2018 : Craché dehors de Mathieu Lis : Fatima[9]

## Récompenses

### Prix
- 2015 : Chistera de la meilleure interprétation féminine au Festival international du film de Saint-Jean-de-Luz pour le film À peine j'ouvre les yeux de Leyla Bouzid ;
- 2015 : Ibis d’or de la meilleure actrice[10] au Festival du cinéma et musique de film de la Baule, ex æquo avec Ghalia Benali, pour À peine j'ouvre les yeux de Leyla Bouzid.
- 2016 : mention spéciale de la meilleure interprétation pour le film À peine j'ouvre les yeux au festival LatinArab de Buenos Aires[11]
- 2017 : prix du jury de la meilleure actrice pour le film À peine j'ouvre les yeux au Riviera International Film Festival[12]

### Nominations
- 2016 : nommée pour les Lumières du meilleur espoir féminin aux Lumières de la presse étrangère (21e édition)[13] pour le film À peine j'ouvre les yeux de Leyla Bouzid ;
- 2016 : présélectionnée pour le César du meilleur espoir féminin[2] pour le film À peine j'ouvre les yeux de Leyla Bouzid.